# Поланґ-Даре (Рудбар)
Поланґ-Даре (перс. پلنگ دره) — село в Ірані, у дегестані Дештвейл, у бахші Рахматабад-о-Блукат, шагрестані Рудбар остану Ґілян. За даними перепису 2006 року, його населення становило 301 особу, що проживали у складі 81 сім'ї.

## Клімат
Середня річна температура становить 13,53°C, середня максимальна – 27,29°C, а середня мінімальна – -0,27°C. Середня річна кількість опадів – 581 мм.
| Клімат поселення                              | Клімат поселення | Клімат поселення | Клімат поселення | Клімат поселення | Клімат поселення | Клімат поселення | Клімат поселення | Клімат поселення | Клімат поселення | Клімат поселення | Клімат поселення | Клімат поселення | Клімат поселення |
| Показник                                      | Січ.             | Лют.             | Бер.             | Квіт.            | Трав.            | Черв.            | Лип.             | Серп.            | Вер.             | Жовт.            | Лист.            | Груд.            |                  |
| Середній максимум, °C                         | 11,48            | 10,84            | 11,76            | 16,82            | 20,71            | 25,62            | 27,29            | 27,14            | 23,14            | 20,22            | 16,10            | 11,96            |                  |
| Середня температура, °C                       | 5,92             | 5,28             | 6,19             | 11,25            | 15,15            | 20,05            | 22,74            | 22,59            | 18,61            | 15,67            | 11,54            | 7,41             |                  |
| Середній мінімум, °C                          | 0,38             | −0,27            | 0,63             | 5,70             | 9,60             | 14,49            | 18,18            | 18,04            | 14,05            | 11,13            | 6,99             | 2,84             |                  |
| Норма опадів, мм                              | 51               | 46               | 72               | 60               | 34               | 17               | 18               | 22               | 41               | 68               | 72               | 80               |                  |
| Середньомісячна швидкість вітру, м/с          | 2.12             | 2.54             | 2.50             | 2.60             | 2.26             | 2.27             | 2.38             | 2.11             | 1.93             | 1.96             | 2.02             | 2.05             |                  |
| Середньомісячна сонячна радіація, кДж/м²·день | 7335             | 9686             | 11845            | 16167            | 20023            | 22452            | 22809            | 19473            | 16294            | 11617            | 9026             | 7083             |                  |
| --------------------------------------------- | ---------------- | ---------------- | ---------------- | ---------------- | ---------------- | ---------------- | ---------------- | ---------------- | ---------------- | ---------------- | ---------------- | ---------------- | ---------------- |
| Джерело:                                      |                  |                  |                  |                  |                  |                  |                  |                  |                  |                  |                  |                  |                  |